# Petru Păduraru

Petru Păduraru (în rusă Петр Пэдурару) (n. 24 octombrie 1946, comuna Țiganca, județul Cahul) este un cleric ortodox român, membru al Sfântului Sinod al Bisericii Ortodoxe Române. Hirotonit în anul 1990 ca episcop de Bălți, Vicar al Arhiepiscopiei Chișinăului și Moldovei (sub oblăduirea Bisericii Ortodoxe Ruse), el a fost izgonit în august 1992 din reședința episcopală, din cauza atitudinii sale pro-românești.
Împreună cu o parte din credincioși, el a participat la Adunarea Eparhială de Constituire a Mitropoliei Basarabiei din 14 septembrie 1992, fiind ales ca locțiitor de Mitropolit al Basarabiei, cu sediul la Chișinău. După o săptămână, PS Petru este primit în comuniune cu Biserica Ortodoxă Română, fiind recunoscut în funcția de locțiitor de Mitropolit al Basarabiei și devenind membru al Sfântului Sinod al Bisericii Ortodoxe Române la 19 decembrie 1992.
La data de 3 octombrie 1995, Adunarea Eparhială a Mitropoliei Basarabiei l-a ales în funcția de Mitropolit al Basarabiei. Sf. Sinod al Bisericii Ortodoxe Române l-a confirmat ca Mitropolit la 24 octombrie 1995, acordându-i titlul de Arhiepiscop al Chișinăului, Mitropolit al Basarabiei și Exarh al Plaiurilor și dreptul de jurisdicție extrateritorială asupra românilor ortodocși din diaspora de răsărit (de la răsărit de râul Prut).

## Biografie
Petru Păduraru s-a născut la data de 24 octombrie 1946, în comuna Țiganca din județul Cahul (astăzi în raionul Cantemir), într-o familie de țărani români (Chiril Păduraru și Ana Avram), primind la botez numele + patronimicul de Ion Chirilovici Păduraru. După absolvirea studiilor primare și medii în comuna natală, a urmat cursurile Școlii Profesionale "Ion Creangă" din orașul Cahul. Și-a satisfăcut apoi serviciul militar în Armata Sovietică (1964-1966).
Revenit din armată ca militar demobilizat, este admis la studii în anul 1967 la Seminarul Teologic "Sf. Andrei" din orașul Odessa (RSS Ucraineană). Dornic de a trăi o viață monahală, el a intrat ca frate în 1968 în Mănăstirea "Adormirea Maicii Domnului" din Odessa, fiind tuns în monahism la data de 29 martie 1969 de către IPS Serghie Petrov, Mitropolitul Odessei și Hersonului. A fost hirotonit ca ierodiacon în Catedrala Mitropolitană din Odessa la 29 decembrie 1970 de către PS Meliton Soloviev, Rectorul Seminarului și Academiei Teologice din Leningrad (Sankt Petersburg), iar la 23 februarie 1973 ca ieromonah în Catedrala Episcopală din orașul Ujgorod de către IPS Grigorie Zakaliak, Arhiepiscop de Muncaci și Ujgorod.
Ieromonahul Petru Păduraru a slujit apoi ca preot paroh în localitățile românești din regiunea Transcarpatică (Ucraina): Apșa de Mijloc, Apșa de Jos și Valea Scradei. În anul 1975 a fost transferat la Mănăstirea "Înălțarea Domnului" din comuna Ciumalevo (Transcarpatia). A fost ridicat la rangul de egumen în anul 1986 de către episcopul de Muncaci și apoi la cel de arhimandrit la data de 3 decembrie 1989.
În anul 1989, revine în Basarabia unde slujește ca preot la Catedrala "Nașterea Domnului" din Chișinău. La data de 25 mai 1990, arhimandritul Petru este numit stareț la Mănăstirea "Sf. Mare Mucenic Gheorghe" (mai cunoscută ca Mănăstirea Căpriana), veche ctitorie voievodală.

## Episcop de Bălți
La data de 20 iulie 1990, Sf. Sinod al Bisericii Ortodoxe Ruse a ales doi monahi moldoveni în funcțiile de Vicari ai Arhiepiscopiei de Chișinău: pe arhimandritul Petru Păduraru ca episcop de Bălți și pe egumenul Vichentie Moraru ca episcop de Tighina (Bender). Chemarea sa la arhierie (ipopsifierea) a avut loc la 31 august 1990. A fost hirotonit întru arhiereu la 1 septembrie 1990 în Catedrala "Nașterea Domnului" din Chișinău de către Patriarhul Alexei al II-lea al Moscovei și al întregii Rusii. A doua zi a fost hirotonit întru arhiereu și Vichentie Moraru.
Patriarhul Alexei al II-lea a fost asistat la hirotonirea ca episcop a PS Petru de către un sobor de ierarhi ai Bisericii Ortodoxe Ruse și ai Bisericii Ortodoxe Române dintre care menționăm pe: IPS Mitropolit Vladimir Kotliarov de Rostov și Novocerkask, IPS Mitropolit Leontie Gudimov al Odessei și Hersonului, IPS Arhiepiscop Vladimir Cantarean al Chișinăului și PS Episcop Arsenie Epifanov de Istrinsk (vicar al Eparhiei Moscovei. De asemenea, a participat și IPS Mitropolit Daniel Ciobotea al Moldovei și Bucovinei , ca reprezentant oficial al Bisericii Ortodoxe Române.
În perioada de după destrămarea URSS și proclamarea independenței Republicii Moldova, s-a manifestat ideea ca Biserica Ortodoxă din Moldova să devină o biserică națională și să scape de imixtiunile Patriarhiei Moscovei în problemele interne ale Bisericii. La data de 15 martie 1992, Patriarhii Alexei al II-lea al Moscovei și Teoctist al României s-au întâlnit la Constantinopol cu prilejul unui Sinod pan-ortodox și au discutat și problema Bisericii Ortodoxe din Republica Moldova (aflată sub oblăduirea Patriarhiei Moscovei), hotărându-se începerea unor convorbiri. Câteva săptămâni mai târziu, la 3 aprilie 1992 un grup de 52 de deputați din Parlamentul Republicii Moldova a adresat o scrisoare celor doi patriarhi, cerând începerea unui dialog "în vederea refacerii unității bisericești a poporului român" .
Sinodul Bisericii Ortodoxe Române și-a exprimat oficial poziția față de situația bisericii din Basarabia și Bucovina de Nord printr-un comunicat dat publicității la 9 aprilie 1992, în care făcea precizarea că Sinodul Patriarhiei Române nu a recunoscut niciodată desființarea Mitropoliei Basarabiei și a Mitropoliei Bucovinei . De asemenea, și Biserica Ortodoxă Rusă dorea să-și mențină jurisdicția bisericească și asupra Bisericii Ortodoxe din Republica Moldova.
Începând cu anul 1992 în rândul ierarhilor moldoveni au început să se distanțeze două grupări: una promoscovită, condusă de arhiepiscopul Vladimir Cantarean și episcopul Vichentie Moraru de Tighina și alta românească, în frunte cu episcopul Petru Păduraru de Bălți. În lupta dintre cele două grupări, intervin forțele separatiste ale cazacilor transnistreni și ale Armatei a 14-a ruse, pentru a-l scoate din reședința episcopală din Bălți pe episcopul Petru.
Temându-se să nu piardă jurisdicția asupra Bisericii Ortodoxe din Basarabia, Patriarhul Alexei al II-lea a cerut arhiepiscopului Vladimir al Chișinăului să ia măsuri drastice împotriva ierarhilor și preoților basarabeni animați de sentimente românești. În mai 1992, PS Petru a fost atacat cu arme și bâte chiar la sediul Palatul Episcopial, de un grup de călugări și preoți, adepți ai Arhiepiscopului Vladimir. De asemenea, au fost atacate și cele doua mănăstiri din Eparhia de Bălți .
La data de 7 august 1992, circa 150 din cei 900 de preoți din Basarabia, s-au adunat în Catedrala din Chișinău și au adoptat o "Declarație de fidelitate" față de Patriarhia Moscovei . În august 1992, în urma unor intrigi politice, arhimandritul rusofil Marchel Mihăescu a fost numit în funcția de secretar al Vicariatului Episcopal din Bălți. El a încercat să preia sediul episcopal, dar a fost împiedicat de credincioși.
În fața amenințărilor la care era supus, PS Petru a sosit la București la 20 august 1992, pentru consultarea cu membrii Sf. Sinod al Bisericii Ortodoxe Române. Revenit în Republica Moldova, el a început reorganizarea Mitropoliei Basarabiei, cu sprijinul multor personalități politice și culturale între care Ion Ungureanu, ministrul cultelor. Episcopul de Bălți a constituit Adunarea Eparhială, a numit protoierei și preoți, a sfințit noi biserici și a întemeiat Asociația "Sf. Ștefan cel Mare".
La data de 14 septembrie 1992, un grup de 20 de persoane înarmate aduse de la Rîbnița și conduse de Igor Haidukevici și Aleksandr Tomazenko, ajutați de unii ierarhi și preoți basarabeni promoscoviți (printre care și arhimandritul Marchel) au luat cu asalt Palatul Episcopal din municipiul Bălți, cu binecuvântarea arhiepiscopului Vladimir și cu acordul liderilor separatiști de la Tiraspol . Deși reședința era păzită de credincioșii din Bălți, la asalt au participat și unii lucrători ai Poliției, iar PS Petru Păduraru a fost izgonit din reședința episcopală din Bălți, construită de mitropolitul Visarion Puiu în anii '30 .

## Reacția Patriarhiei Moscovei
La data de 5 octombrie 1992, Sf. Sinod al Bisericii Ortodoxe Ruse a examinat raportul arhiepiscopului Vladimir Cantarean al Chișinăului și Moldovei cu privire la încălcarea disciplinei canonice de către episcopul sufragan de Bălți, PS Petru, bazat pe analiza activității episcopului Petru la Adunarea Eparhială a clerului, desfășurată la Chișinău, la 8 septembrie 1992. Conform raportului IPS Vladimir, cei 705 clerici au cerut oprirea imediată de la cele sfinte a PSpână la audierea acestuia, să-l oprească temporar de la săvârșirea celor sfinte. Conform Bisericii Ortodoxe Ruse, PS Petru a fost notificat prin telegrame de trei ori să se prezinte la ședințele Sinodului (la 5, 20 octombrie și 22 decembrie 1992), dar acesta nu s-a prezentat și a continuat să slujească Sfânta Liturghie sub oblăduirea canonică a Patriarhiei Române.
Ca urmare a faptului că la 14 septembrie 1992, a avut loc Adunarea Eparhială de Constituire a Mitropoliei Basarabiei, PS Petru fiind ales cu acest prilej ca locțiitor de Mitropolit al Basarabiei, cu sediul la Chișinău, IPS Arhiepiscop Vladimir a solicitat Patriarhiei Moscovei și a întregii Rusii independență în probleme de administrație bisericească, de economie și de educație. La ședința sa din 5 decembrie 1992, Sf. Sinod al Bisericii Ortodoxe Ruse a luat în discuție acest deziderat și a aprobat cererea, dar fără a consulta Patriarhia Română, căreia i-a trimis totuși un răspuns la scrisoarea din 9 aprilie, în care aducea "argumente istorice" în favoarea menținerii jurisdicției rusești asupra Bisericii Ortodoxe din Basarabia . Un sinod desfășurat la Chișinău la 15 decembrie 1992 condus de IPS Vladimir a aprobat rămânerea Mitropoliei sub juristicția rusă.
La 21 decembrie 1992, Sinodul Patriarhiei Moscovei l-a ridicat pe IPS Arhiepiscop Vladimir la rangul de mitropolit cu titlul de "mitropolit al Chișinăului și al întregii Moldove".
Ca urmare, la 22 decembrie 1992, Sf. Sinod al Bisericii Ortodoxe Ruse și-a confirmat decizia de oprire a PS Petru de la slujirea celor sfinte până la pocăirea completă a acestuia ca urmare a încălcării canoanelor bisericești ortodoxe, prin săvârșirea slujbelor religioase deși era suspendat, prin refuzul de a se prezenta la ședințele Sf. Sinod pentru a fi cercetat canonic și pentru trecerea arbitrară fără aprobare din partea Eparhiei de care aparținea în jurisdicția altei Biserici Ortodoxe . La 24 decembrie 1992, Patriarhul Moscovei a trimis o scrisoare Patriarhului BOR, cerându-i să revină asupra actului sinodal din 1992 .
La 17 noiembrie 1993, prin Hotărârea nr. 719, Guvernul Republicii Moldova, condus de Andrei Sangheli, a recunoscut existența legală doar a Mitropoliei Moldovei, declarată "parte inseparabilă a trupului bisericesc rus".

## Mitropolit al Basarabiei
La data de 14 septembrie 1992, are loc Adunarea Eparhială de Constituire a Mitropoliei Basarabiei, PS Petru fiind ales cu acest prilej ca locțiitor de Mitropolit al Basarabiei, cu sediul la Chișinău. Tot atunci, s-a decis trimiterea unei delegații a clerului și a mirenilor din Mitropoliei Basarabiei la sediul Patriarhiei Române din București, pentru a cere jurisdicția canonică a Bisericii Ortodoxe Române asupra Bisericii din Basarabia.
Sfântul Sinod al Bisericii Ortodoxe Române a răspuns acestei cereri la 19 decembrie 1992, printr-un „Act Patriarhal și Sinodal al Patriarhiei Române privind recunoașterea reactivării Mitropoliei Basarabiei, autonomă și de stil vechi, cu reședința în Chișinău”, în care declară următoarele: "Prin reactivarea Mitropoliei Basarabiei se săvârșește un act sfânt de adevăr și dreptate, care reîntregește plinătatea comuniunii de credință strămoșească și gândire românească". PS Petru a fost primit în comuniune cu Biserica Ortodoxă Română, fiind recunoscut în funcția de Locțiitor de Mitropolit al Basarabiei și de membru al Sf. Sinod al Bisericii Ortodoxe Române .
La data de 3 octombrie 1995, Adunarea Eparhială a Mitropoliei Basarabiei l-a ales pe PS Petru Păduraru ca Mitropolit al Basarabiei. Sfântul Sinod al Bisericii Ortodoxe Române l-a confirmat ca mitropolit la 24 octombrie 1995, acordându-i-se cu acest prilej titlul de Arhiepiscop al Chișinăului, Mitropolit al Basarabiei și Exarh al Plaiurilor și dreptul de jurisdicție extrateritorială asupra diasporei ortodoxe române din spațiul ex-sovietic și asupra diasporei basarabene din întreaga lume. Deoarece Patriarhia Română a recunoscut Mitropoliei Chișinăului doar dreptul de jurisdicție asupra diasporei ruse din Basarabia, prin reciprocitate a înființat Exarhatul Plaiurilor pentru Federația Rusă, pentru a avea drept de jurisdicție asupra diasporei române (moldovenești) din spațiul ex-sovietic.
IPS Petru și-a perfecționat pregătirea profesională, absolvind în anul 1998 cursurile Facultății de Teologie Ortodoxă din Pitești. A participat la Congresul Mondial al refugiaților și descendenților acestora din teritoriile românești ocupate cu forța de Uniunea Sovietică în anii 1940 și 1944, care a avut loc la Iași în anul 1995.
În calitate de membru al Sf. Sinod, a efectuat mai multe vizite canonice în Statele Unite ale Americii, Grecia, Ucraina, Bulgaria. El a fost delegat de către Patriarhia Română pentru a participa la sărbătorile Sf. Dumitru din insula Zakyntos (Grecia, 1997), la unele manifestații culturale a românilor din SUA (2001, fiind invitat de românii din diaspora).
La data de 25 noiembrie 2004, IPS Petru, în calitate de Exarh al Plaiurilor, a hotărât reînființarea vechii Misiuni Ortodoxe Române din Transnistria, care și-a început activitatea în 2005. Centrul eparhial a fost stabilit în orașul Dubăsari. Prima filială a Frăției Ortodoxe Române a fost înființată în Transnistria în decembrie 2004, în comuna Roghi din raionul Dubăsari .

## Situația Mitropoliei Basarabiei
Deși Mitropolia Basarabiei a solicitat Guvernului Republicii Moldova să fie recunoscută încă din 8 octombrie 1992, a durat mai bine de 10 ani până la obținerea avizului legal de funcționare.
Nereușind să obțină recunoașterea legală din partea statului moldovean, Mitropolia Basarabiei se adresează Curții Europene a Drepturilor Omului de la Strasbourg, depunând la 3 iunie 1998 o plângere împotriva Republicii Moldova. CEDO hotărăște în unanimitate la 13 decembrie 2001 că Republica Moldova a încălcat, în cazul nerecunoașterii Mitropoliei Basarabiei, art. 9 și 13 ale Convenției Europene a Drepturilor Omului. Recursul statului moldovean a fost respins la 27 martie 2002, hotărârea CEDO devenind definitivă. Ca urmare a hotărârii CEDO, Mitropolia Basarabiei, subordonată canonic Patriarhiei Române, a fost recunoscută și admisă în legalitate la 30 iulie 2002.
Din cauza faptului că la 26 septembrie 2001, guvernul Republicii Moldova a aprobat prin Hotărârea nr. 1008 modificarea introdusă în statutul Bisericii Ortodoxe din Moldova (Mitropolia Moldovei) prin care aceasta este declarată și recunoscută ca  succesoare de drept a Mitropoliei Basarabiei. IPS Petru a atacat această hotărâre guvernamentală la Curtea de Apel a Republicii Moldova la 8 februarie 2002. Curtea Supremă de Justiție a anulat la 2 februarie 2004 HG nr. 1008 din 26 septembrie prin care Mitropolia Moldovei (subordonata canonic Patriarhiei Moscovei) fusese declarată succesoarea fostei Mitropolii a Basarabiei. Ca urmare, în anul 2004, Mitropolia Basarabiei a inițiat un nou dosar la CEDO pentru a demonstra că este succesoarea istorică, canonică și spirituală a Mitropoliei Basarabiei, care a funcționat de facto și de jure pe teritoriul Basarabiei până în 1944.
Mitropolia și-a reactivat mai multe structuri sufragane, existente înainte de al doilea război mondial și anume: cele patru eparhii istorice, care au fost înregistrate de Serviciul de Stat pentru Problemele Cultelor, astfel: Arhiepiscopia Chișinăului (reactivată la 3 octombrie 1995 și înregistrată la 1 decembrie 2004), Episcopia de Bălți (reactivată la 14 septembrie 1992 și înregistrată la 17 decembrie 2004), Episcopia Basarabiei de Sud (reactivată la 8 februarie 2001 și înregistrată la 14 noiembrie 2006), Episcopia Ortodoxă a Dubăsarilor și a toată Transnistria (reactivată la 25 noiembrie 2004 și înregistrată la 15 noiembrie 2006), Seminarul Teologic "Mitropolit Gurie Grosu" din Chișinău. De asemenea, au fost înființate și instituții cu scop social-caritabil și cultural cum ar fi Misiunea Socială "Diaconia", Frăția Ortodoxă Română, Arhiva Mitropoliei Basarabiei, Centrul de Pelerinaj "Emaus" și publicația "Misionarul".
În ședința Sf. Sinod al Bisericii Ortodoxe Române din 22-24 octombrie 2007, desfășurată la reședința patriarhală, sub președinția PF Patriarh Daniel, s-a luat decizia de înființare sau de reactivare în cadrul Mitropoliei Basarabiei (aflată în jurisdicția Patriarhiei Române) a trei eparhii existente în perioada interbelică și anume:
- Episcopia de Bălți (fostă a Hotinului), cu sediul în orașul Bălți;
- Episcopia Basarabiei de Sud (fostă de Cetatea Albă-Ismail), cu sediul în orașul Cantemir;
- Episcopia Ortodoxă a Dubăsarilor și a toată Transnistria (fostă Misiunea Ortodoxă Română din Transnistria), cu sediul la Dubăsari [13].

În prezent, Mitropolia Basarabiei are în jurisdicție 8 protopopiate, 104 parohii înregistrate la serviciul de stat pentru culte, 5 mănăstiri funcționale și 54 biserici în construcție.
În afară de parohiile din Republica Moldova, Mitropolia Basarabiei are sub oblăduirea sa și 6 comunități mari, urbane și sătești, din Federația Rusă, care au aderat în anul 2004. Menționăm ca exemplu comunitatea "Sf. Ecaterina" din Moscova, formată din peste 20.000 de români . În plus, și în Statele Unite ale Americii au fost înființate 2 parohii și o mănăstire cu 7 călugări.

## Distincții
De-a lungul timpului, IPS Petru Păduraru a fost distins cu următoarele ordine, premii și titluri și anume:
- Medalia Patriarhiei Ecumenice din Constantinopol (1993)
- Medalia jubiliară a Arhiepiscopiei Tomisului (1993)
- Diploma de onoare cu prilejul aniversării a 130 de ani de la întemeierea Episcopiei Dunării de Jos (1994)
- Premiul Săptămânalului "Literatura și Arta" pentru credință și spiritualitatea de sacrificiu (1995, 1996)
- Premiul Fundației Culturale Române pentru contribuția la afirmarea identității românești a românilor din Basarabia (1996)
- Titlul de Cetățean de onoare al orașului Galați (2000)
- "Crucea de Aur" - distincție a Episcopiei Dunării de Jos (2002, de hramul orașului Galați)
- Premiul "Inima de Aur" al Fundației pentru Democrație Creștină (2004)
- Ordinul "Sfântul Mare Mucenic Gheorghe", acordat de Consiliul Eparhial al Mitropoliei Basarabiei (2008)
- Ordinul Meritul Cultural în grad de mare ofițer, România (2008)